# Département de Patiño
Pour les articles homonymes, voir Patiño (homonymie).
Le département de Patiño est une des 9 subdivisions de la province de Formosa, en Argentine. Son chef-lieu est la ville de Comandante Fontana.
Le département de Patiño est bordé au nord par le Paraguay, à l'est et au sud-est par les départements de Pilagás et de Pirané, au sud par la province du Chaco et à l'ouest par le département de Bermejo.
Le département a une superficie de 24 502 km2 et sa population s'élevait à 64 830 habitants en 2001.

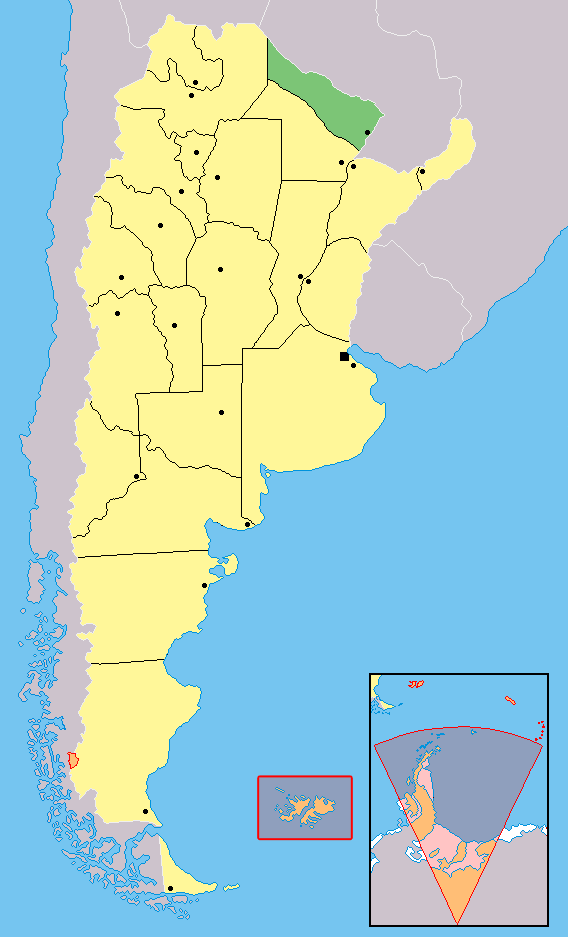
Localisation de la province de Formosa en Argentine.

## Villes et localités
- Comandante Fontana, chef-lieu
- El Recreo
- Estanislao del Campo
- Fortín Sargento Primero Leyes
- General Manuel Belgrano
- Herradura
- Ibarreta
- Juan G. Bazán
- Laguna Naineck
- Posta San Martín Uno, dit aussi San Martín 1
- Posta San Martín Dos, dit aussi San Martín 2
- Pozo del Tigre
- Villa General Güemes